# Shinjiro Furukawa

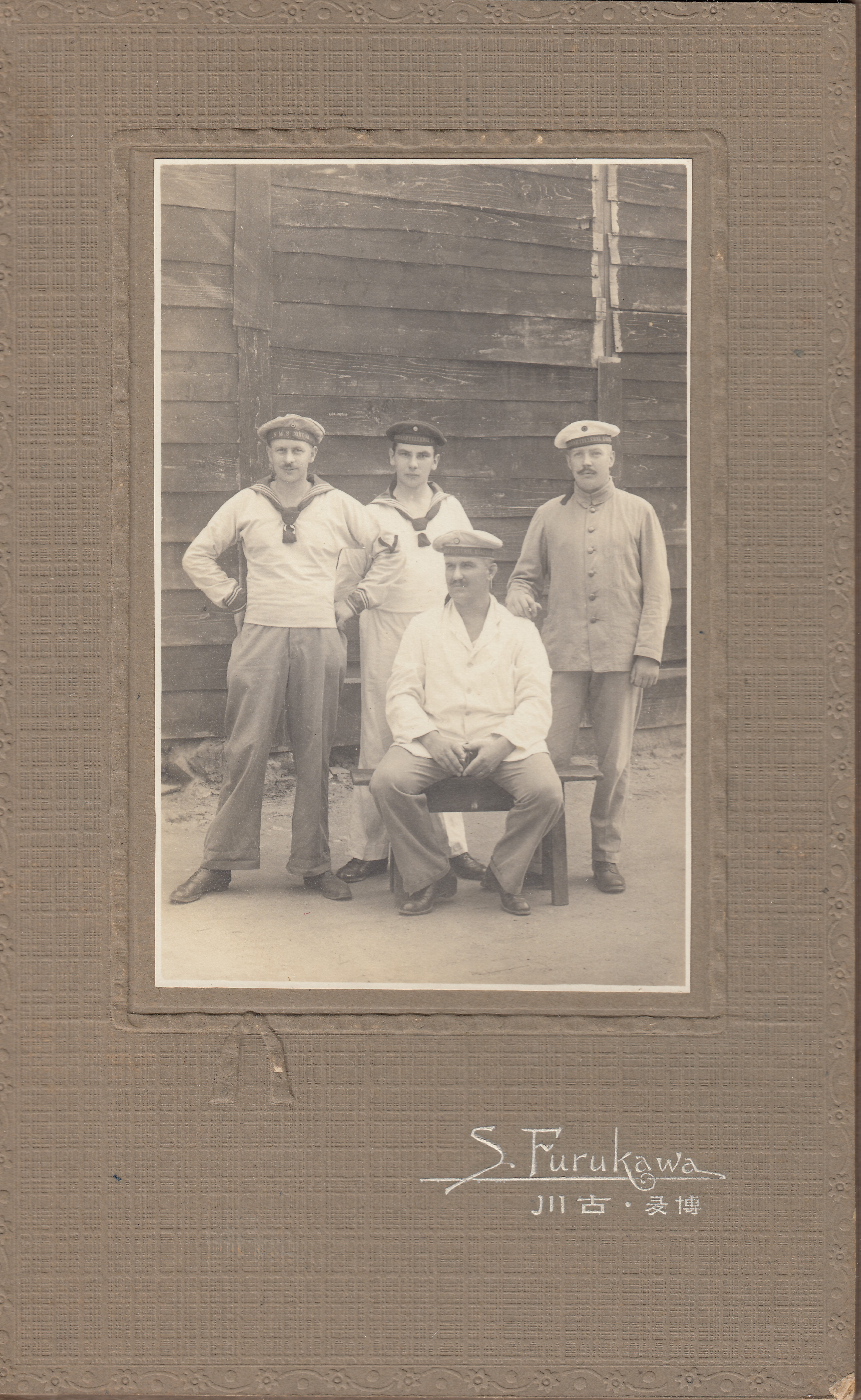
Angehörige der Kaiserlichen Armee Deutschlands, darunter Artilleristen wie der sitzende Unternehmer Arthur Bialucha (vorne, sitzend), ganz links ein Matrose der Condor;
Kabinettfotografie auf Kartonträger von „S. Furukawa“, vor 1914

Shinjiro Furukawa (japanisch 古川 真二郎; geboren 1863; gestorben im 20. Jahrhundert) war ein japanischer Fotograf. Er gehört zu den frühen Fotografen in Japan. Von ihm sind aus der Meiji- und Taishō-Zeit Lichtbilder im Kabinettformat sowie als Carte de visite bekannt, dazu noch seine ehemalige Firmenanschrift.

## Leben
Shinjiro Furukawa heiratete 1886 die Tochter des japanischen Fotopioniers Shunpei Furukawa. Er erlernte die Kunst der frühen Fotografie gemeinsam mit Ueno Hikoma aus Nagasaki.
Sein eigenes Fotostudio betrieb Furukawa ab 1890 in Fukuoka unter dem Namen Kyushu Shashin Kai.
Shinjiro Furukawa war einer der Mitbegründer und Mitglied der Photographischen Vereinigung Kyushu.